# Quận Perkins, South Dakota
Quận Perkins là một quận thuộc tiểu bang Nam Dakota, Hoa Kỳ. Quận lỵ đóng ở Bison6. Dân số theo điều tra năm 2010 của Cục điều tra dân số Hoa Kỳ là 2982 người.

## Địa lý
Theo Cục điều tra dân số Hoa Kỳ, quận này có diện tích 7490 km2, trong đó có 50 km2 là diện tích mặt nước.